# Łyko
Łyko, in. floem (łac. phloem, z gr. φλοιός, phlóios) – żywa tkanka roślinna niejednorodna, wchodząca w skład zespołu tkanek przewodzących, pełniących funkcję przewodzącą w roślinach naczyniowych. Łyko przewodzi produkty fotosyntezy, czyli związki organiczne.
Ze względu na pochodzenie wyróżnia się łyko pierwotne i łyko wtórne.

## Budowa
Łyko pod względem histologicznym zbudowane jest z niżej wymienionych elementów komórkowych:
- rurek sitowych z komórkami towarzyszącymi (zwane też przyrurkowymi) (u okrytonasiennych) lub tylko komórek sitowych (u paprotników i nagonasiennych),
- włókien łykowych (przeważnie martwych) pełniących rolę elementów mechanicznych,
- miękiszu łykowego i miękiszu promieni łykowych pełniących rolę magazynu dla skrobi, tłuszczów, garbników i innych związków organicznych,
- komórki wydzielnicze zawierające kryształy szczawianów wapnia,
- przewody żywiczne i rurki mleczne,
- sklereidy – komórki kamienne (komórki sklerenchymatyczne) nadające łyku twardość.

Żywe komórki szybko transportujące składniki pokarmowe to elementy sitowe (rurki sitowe). Są to wydłużone komórki, ułożone jedna na drugiej, a pola sitowe znajdują się na poprzecznych ścianach. Przechodzą przez nie grube pasma cytoplazmy (grubsze niż plazmodesmy). Pory sit wyścielone są kalozą, której warstwa w rurkach funkcjonujących jest cienka, natomiast w rurkach, które przestają funkcjonować kaloza całkowicie zamyka pory pól sitowych. W dojrzałych komórkach zwykle jądro komórkowe zanika, nie ma też diktiosomów, mikrotubul i tonoplastu, zmniejsza się liczba rybosomów i mitochondriów, retikulum endoplazmatyczne ma postać tubularną (głównie u nagonasiennych i paprotników) lub pęcherzykowatą. Funkcję jądra przejmuje jądro sąsiednich komórek przyrurkowych.

## Łyko u różnych grup roślin
Najprościej zbudowane jest łyko u paprotników i nagozalążkowych, gdzie składa się z komórek sitowych i miękiszu łykowego. Komórki sitowe mają nieregularnie rozmieszczone tzw. pola sitowe, czyli zbiory porów ułatwiających przepływ transportowanych między komórkami substancji.
Bardziej zaawansowany floem występuje u okrytozalążkowych. Składa się z rurek sitowych, komórek przyrurkowych (towarzyszących), miękiszu łykowego i włókien łykowych.
U niektórych gatunków drzew łyko jest bardzo silnie rozwinięte i nosi nazwę łubu, a występuje głównie u lipy, wiązów czy też wierzby.